# Lyons Township
Lyons Township è una delle trenta township della contea di Cook, dello Stato statunitense dell'Illinois; fu creata nel 1850. Secondo il censimento effettuato nel 2000 la popolazione è di 109 264 abitanti.

## Geografia
Secondo L'Ufficio del Censimento Americano il territorio del Lyons Township si estende per 95,7 km² (36,95 miglia quadrate) dei quali il 98,44% (94,2 km²) è occupato della terra e il 1,56% (1,50 km²) dall'acqua. Questa Township è divisa in 17 comuni:
- Bedford Park
- Bridgeview
- Brookfield
- Burr Ridge
- Countryside
- Hickory Hills
- Hinsdale
- Hodgkins
- Indian Head Park
- Justice
- La Grange
- Lyons
- McCook
- Riverside
- Summit
- Western Springs
- Willow Springs

Township confinati
Lyons Township confina con altre nove township:
- Proviso Township (a nord)
- Berwyn Township (a nord-est)
- Riverside Township (a nord-est)
- Stickney Township (est)
- Worth Township (a sud-est)
- Palos Township (a sud)
- Lemont Township (a sud-ovest)
- Downers Grove Township, DuPage County (a ovest)
- York Township, DuPage County (a nord-ovest)

Fiumi
Il fiume più importante che scorre in questa contea è il Des Plaines.

## Demografia
Come detto, questa Township è abitata da 109 264 abitanti.
Queste le differenti percentuali di etnie:
- Bianchi (non Ispanici): 80,3%
- Neri: 4,8%
- Nativi Americani e Nativi dell'Alaska: 0,1%
- Asiatici: 1,6%
- Nativi delle Hawaii e di altre isole pacifiche: 0,0%
- Ispanici o Latini: 11,6%
- Americani da due o più generazioni: 1,5%
- Americani da generazioni superiori alla seconda: 0,1%